# Charles Duchemin
Pour les articles homonymes, voir Duchemin.
Charles Duchemin, né le 18 septembre 1901 à Avully et décédé le 4 mai 1986 à Onex, est un homme politique suisse. Membre du Parti radical-démocratique, il est l'un des fondateurs de la Jeunesse progressiste radicale.

## Biographie
Instituteur à Cartigny de 1922 à 1924 puis inspecteur scolaire, il devient par la suite secrétaire de la mairie, conseiller municipal (1935-1952) et adjoint au maire de Cartigny (1952-1957).
Conseiller d'État chargé du département de l'intérieur et de l'agriculture entre 1957 et 1965, il renforce alors l'Association des communes genevoises, crée un fonds d'équipement communal, améliore la lutte contre le feu et assure un démarrage rapide de la protection civile. Il prend également des dispositions visant à encourager le renouvellement du vignoble, la conservation des forêts et la mise sous protection de l'Allondon.
Il favorise également l'extension de l'école d'horticulture ainsi que son déménagement de Châtelaine à Lullier.
À Avully, une place est baptisée en son honneur en février 2007.

## Publications
- Le Feuillu, une ancienne tradition populaire de la campagne genevoise, Genève, 1951.

## Sources
- « Charles Duchemin » dans le Dictionnaire historique de la Suisse en ligne.